# Chemini
Chemini ou Azru n'Chemini (em árabe: شميني) é uma comuna localizada na província de Bugia, no norte da Argélia. Segundo o censo de 2008, a população total da cidade era de 15 274 habitantes.